# Banmaleng
Banmaleng is een bestuurslaag in het regentschap Sumenep van de provincie Oost-Java, Indonesië. Banmaleng telt 3341 inwoners (volkstelling 2010).